# Lateef Crowder
Pour les articles homonymes, voir Lateef, Crowder et Dos Santos.
Lateef Crowder est un acteur américain né le 23 novembre 1977 à Bahia (Brésil), cascadeur et pratiquant de Capoeira. Comme il est membre de l'équipe de cascadeurs ZeroGravity depuis 2000, il est apparu sur Internet dans de multiples courtes vidéos et démonstrations, comme Inmate 451.
Cependant il est plus connu pour sa participation au film L'honneur du dragon, combattant dans une scène contre Tony Jaa en utilisant des techniques de Capoeira. À cause d'une blessure à un tendon d'Achille, la scène fut réduite, mais il a depuis récupéré et est apparu par la suite dans le film Duel of Legends, sorti courant 2009. 
Il a également joué dans Undisputed 3: Redemption au côté de Scott adkins. 
Grâce à ses techniques de Capoeira et à sa ressemblance physique avec Eddy Gordo, il a été choisi pour incarner ce dernier dans le film Tekken.

## Filmographie
- 2023 : The Family Plan de Simon Cellan Jones